# Schradera rotundata
Schradera rotundata är en måreväxtart som beskrevs av Paul Carpenter Standley och Julian Alfred Steyermark. Schradera rotundata ingår i släktet Schradera och familjen måreväxter. Inga underarter finns listade i Catalogue of Life.